# Lycia ursaria
Lycia ursaria är en fjärilsart som beskrevs av Francis Walker  1860. Lycia ursaria ingår i släktet Lycia och familjen mätare, Geometridae. Inga underarter finns listade i Catalogue of Life.